# Umri (ort)
Umri är en ort i Indien.   Den ligger i distriktet Bhind och delstaten Madhya Pradesh, i den centrala delen av landet, 290 km sydost om huvudstaden New Delhi. Umri ligger 150 meter över havet och antalet invånare är 9 364.
Terrängen runt Umri är mycket platt. Runt Umri är det ganska tätbefolkat, med 222 invånare per kvadratkilometer. Närmaste större samhälle är Bhind, 16,1 km väster om Umri. Trakten runt Umri består till största delen av jordbruksmark.